# 김다은 (2006년)
김다은(2006년 7월 1일 ~ )은 대한민국의 여자 배구선수이다. 현재 김천 한국도로공사 하이패스 소속 세터로 활약하고 있다.